# An Tagen wie diesen (Lied)
An Tagen wie diesen ist ein Lied der deutschen Hip-Hop-Gruppe Fettes Brot, das sie mit dem Sänger Finkenauer aufnahm. Der Song ist Teil des fünften Studioalbums Am Wasser gebaut und erschien als zweite Singleauskopplung daraus am 28. August 2005.

## Inhalt
| Liedteil   | Künstler      |
| 1. Strophe | Doc Renz      |
| Refrain    | Finkenauer    |
| 2. Strophe | König Boris   |
| 3. Strophe | Schiffmeister |
| Outro      | Finkenauer    |

An Tagen wie diesen handelt von der Berichterstattung der Medien über Kriege und Leid auf der ganzen Welt und deren Auswirkungen auf die Menschen, die dies tagtäglich in den Nachrichten sehen und dadurch emotional abstumpfen oder aufgrund der Grausamkeiten verzweifeln. Der Song ist aus der Perspektive des lyrischen Ichs geschrieben, wobei die Mitglieder von Fettes Brot jeweils aus der Sicht einer Person rappen, die mit diesen Meldungen konfrontiert wird. So rappt Doc Renz in der ersten Strophe, wie er morgens beim Bäcker die Schlagzeilen der Zeitungen überfliegt, die von Großangriffen und Bomben berichten. Auf dem Heimweg wird die Nachbarskatze von einem Auto überfahren, was ihn mehr trifft als die Nachrichten. Die zweite Strophe von König Boris handelt vom Hungertod, durch den viele Menschen in armen Regionen bedroht sind. Er fragt sich, warum diese Meldung keine Gefühle in ihm auslöst und die Ressourcen so ungerecht verteilt sind. Während er sein Obst isst, macht er sich Sorgen, ob diese Probleme auch ihn eines Tages betreffen könnten. In der dritten Strophe rappt Schiffmeister über einen Terroranschlag mit sechs Toten, bei dem ein Mann seine Frau und sein Kind verliert. Daraufhin bekommt er selbst Angst, wacht nachts panisch auf und geht zum Bett seiner Tochter, um zu sehen, dass es ihr gut geht.

„Absolute Wahnsinnsshow

Im Fernseh’n und im Radio

Die Sonne lacht so schadenfroh

An Tagen wie diesen“

## Produktion
Der Song wurde von Fettes Brot selbst produziert, wobei sie ein Sample des Liedes Jeanny von Falco aus dem Jahr 1985 verwendeten. Somit sind neben den drei Mitgliedern von Fettes Brot – Boris Lauterbach, Martin Vandreier und Björn Warns – auch Ferdi Bolland, Rob Bolland und Johann Hölzel (Falco) als Autoren gelistet.

## Musikvideo
Bei dem zu An Tagen wie diesen in Hennigsdorf bei Berlin gedrehten Musikvideo führten Christopher Häring und Daniel Warwick Regie. Es verzeichnet auf YouTube über zehn Millionen Aufrufe (Stand April 2024). Zu Beginn des Videos wacht Doc Renz zuhause auf und joggt anschließend durch die Natur, während er mit Kopfhörern Musik hört und im Hintergrund ein Panzer vorbeifährt. Generell werden alle Fahrzeuge im Video durch Panzer dargestellt, die nachträglich digital in die Szenen eingefügt wurden. Finkenauer spielt einen Postboten, der auf dem Fahrrad Zeitungen austrägt und dabei auch eine an König Boris verteilt. Dieser liest die Zeitung am Küchentisch, während draußen ein Panzer vorbeifährt, dessen Geräusche und Erschütterungen er gar nicht wahrnimmt. Schließlich läuft Schiffmeister über einen Markt, auf dem er sich einen Apfel kauft. Als er den Apfel isst, kommt eine Gruppe Kinder vorbei und er kriegt Angst, dass diese von einem Panzer überfahren werden. Jedoch steigen die Kinder in den Panzer ein, der scheinbar als Schulbus fungiert.

## Single

### Covergestaltung
Das Singlecover ist schwarz-weiß gehalten und zeigt die drei Mitglieder von Fettes Brot, die nachts auf einem Geländer unter einer Laterne sitzen. Oben im Bild befinden sich die Schriftzüge Fettes Brot, Mit Finkenauer und An Tagen wie diesen in Weiß bzw. Rot. Im Hintergrund ist schwarzer Nachthimmel zu sehen.

### Titelliste
CD
1. An Tagen wie diesen (mit Finkenauer) – 3:56
2. Was in der Zeitung steht – 1:54
3. Big Bad Boris (Lauterbach Remake) – 2:47
4. An Tagen wie diesen (Absturz City RMX feat. O.O.D) – 3:56

Schallplatte
1. An Tagen wie diesen (mit Finkenauer) – 3:56
2. An Tagen wie diesen (Absturz City RMX feat. O.O.D) – 3:56
3. An Tagen wie diesen (ohne Worte) – 3:56
4. An Tagen wie diesen (Absturz City Instr.) – 3:56
5. Was in der Zeitung steht – 1:54
6. Big Bad Boris (Lauterbach Remake) – 2:47
7. Big Bad Boris (Lauterbach Sprachlos) – 2:47
8. Was nicht in der Zeitung steht – 1:54

### Chartplatzierungen
An Tagen wie diesen stieg am 12. September 2005 auf Platz 15 in die deutschen Singlecharts ein und erreichte sechs Wochen später mit Rang neun die höchste Position, auf der es sich zwei Wochen platzierte. Insgesamt hielt sich der Song 26 Wochen lang in den Top 100, davon fünf Wochen in den Top 10. In Österreich belegte das Lied Platz zehn und hielt sich ebenfalls 26 Wochen in den Charts, während es in der Schweiz Rang 69 erreichte und sieben Wochen in den Charts vertreten war. In den deutschen Single-Jahrescharts 2005 belegte An Tagen wie diesen Position 48.
| ChartsChartplatzierungen | Höchstplatzierung | Wochen |
| ------------------------ | ----------------- | ------ |
| Deutschland (GfK)        | 9 (26 Wo.)        | 26     |
| Österreich (Ö3)          | 10 (26 Wo.)       | 26     |
| Schweiz (IFPI)           | 69 (7 Wo.)        | 7      |

| ChartsJahrescharts (2005) | Platzierung |
| ------------------------- | ----------- |
| Deutschland (GfK)         | 48          |
| Österreich (Ö3)           | 63          |